# Aforizma
Az aforizma tömör, szellemes, általában egyetlen mondatból álló erkölcsi vagy bölcseleti tételt kifejtő mondás. Általában titkolt igazságra mutat rá frappáns, szellemes módon, úgy, hogy a mögöttes tartalom néhány szóból is világossá váljon. Általános érvényű igazságokat mond el találóan, ezért könnyen megjegyezhető.
Egyik ágazata a graforizma, ahol az aforizmát képekkel díszítik, és a szövegét a képversekhez hasonlóan formázhatják is.
Popkulturális modern megjelenése: a mém.

## Története
A műfaj az ókorban alakult ki, ilyen formában maradtak fenn a preszókratikus filozófusok tanításai is. Erasmus nevéhez fűződik az első aforizmagyűjtemény Adagia címmel, melyet magyarra Baranyai Decsi Gáspár fordított le a 16. században.